# Springport (Míchigan)
Springport es una villa ubicada en el condado de Jackson en el estado estadounidense de Míchigan. En el Censo de 2010 tenía una población de 800 habitantes y una densidad poblacional de 245,14 personas por km².

## Geografía
Springport se encuentra ubicada en las coordenadas 42°22′42″N 84°41′47″O / 42.37833, -84.69639. Según la Oficina del Censo de los Estados Unidos, Springport tiene una superficie total de 3.26 km², de la cual 3.26 km² corresponden a tierra firme y (0%) 0 km² es agua.

## Demografía
Según el censo de 2010, había 800 personas residiendo en Springport. La densidad de población era de 245,14 hab./km². De los 800 habitantes, Springport estaba compuesto por el 96.13% blancos, el 0.13% eran afroamericanos, el 0.5% eran amerindios, el 0.38% eran asiáticos, el 0% eran isleños del Pacífico, el 0.63% eran de otras razas y el 2.25% pertenecían a dos o más razas. Del total de la población el 1.88% eran hispanos o latinos de cualquier raza.